# Disparidade de sentença
A disparidade na sentença é definida como "uma forma de tratamento desigual (na sentença) que costuma ter uma causa inexplicável e é pelo menos incongruente, injusta e, em consequência, desfavorável".

## Terminologia
Coloquialmente, as situações em que alguns criminosos recebem sentenças criminais mais leves ou são submetidos a um padrão inferior de responsabilidade pessoal são chamadas de tapas no pulso. Como adjetivo, tal sistema de justiça pode ser descrito como sendo de duas camadas ou híbrido, ambos geralmente com conotações negativas. Os advogados que defendem esses princípios injustos dentro do sistema jurídico são às vezes designados com termos pejorativos, como duplo-padrão.
Casos em que mulheres ou casos foram percebidos como sustentando uma disparidade de gênero na sentença foram às vezes rotulados com termos depreciativos, como passe de xoxota.

## Visão geral
Há uma diferença distinta entre as diferenças que surgem devido ao uso legítimo de discricionariedade na aplicação da lei e as diferenças que surgem devido à discriminação ou outras causas, inexplicáveis, não relacionadas com as questões encontradas no processo penal específico. Há evidências de que alguns juízes federais dos Estados Unidos dão sentenças de prisão muito mais longas para crimes semelhantes do que outros juízes.
Este é um grande problema porque dois juízes poderiam ser confrontados com um caso semelhante e um poderia ordenar uma sentença muito severa enquanto outro daria uma sentença muito menor. Um estudo de 2006 realizado por Crow e Bales dá evidências de disparidade nas sentenças. O Departamento de Correções da Flórida forneceu estatísticas sobre os prisioneiros que receberam liberdade condicional ou controle comunitário no período de 1990–1999. Os prisioneiros foram classificados como negros e hispânicos ou brancos/não hispânicos. O estudo descobriu que os negros e hispânicos receberam penalidades mais intensas e mais duras do que o grupo de brancos/não hispânicos.

## Provas
Um estudo de 2001 da Universidade da Geórgia encontrou disparidades substanciais nas sentenças criminais que homens e mulheres receberam "após o controle de extensas variáveis criminológicas, demográficas e socioeconômicas". O estudo descobriu que nos tribunais federais dos Estados Unidos, "negros e homens são ... menos propensos a não obter nenhuma pena de prisão quando essa opção está disponível; menos probabilidade de receber desvios para baixo [das diretrizes]; e mais probabilidade de receber ajustes para cima e, condicionados à saída para baixo, recebem reduções menores do que os brancos e as mulheres”.
Em 2005, Max Schanzenbach descobriu que "aumentar a proporção de juízas em um distrito diminui a disparidade sexual" nas sentenças, o que ele interpreta como "evidência de um preconceito paternalista entre juízes do sexo masculino que favorece as ré".
Em 2006, Ann Martin Stacey e Cassia Spohn descobriram que as mulheres recebem sentenças mais brandas do que os homens depois de analisar variáveis legalmente relevantes, com base no exame de três tribunais distritais dos Estados Unidos.
Em 2012, Sonja B. Starr, da Escola de Direito da Universidade de Michigan, descobriu que, controlando o crime, "os homens recebem sentenças 63% mais longas em média do que as mulheres" e "mulheres têm... duas vezes mais probabilidade de evitar o encarceramento se forem condenadas ", também com base em dados de processos judiciais federais dos EUA.

## Racismo e sexismo
Em 2016, Mirko Bagaric argumentou que os afro-americanos e indígenas australianos deveriam receber um desconto de sentença em todos os crimes, exceto os mais graves, em parte para compensar preconceitos não reconhecidos no efeito oposto, enquanto as mulheres deveriam "ser tratadas com mais leniência quando cometem o mesmo crime que um homem "- neste caso, ele não abriu nenhuma exceção para ofensas graves.